# Красна Долина (Ленінградська область)
Красна Долина (рос. Красная Долина) — селище у Виборзькому районі Ленінградської області Російської Федерації.
Населення становить 1433 особи. Належить до муніципального утворення Приморське міське поселення.

## Географія
Населений пункт розташований на півдні Виборзького району.

## Історія
До 1917 року населений пункт перебував у складі Виборзької губернії Великого князівства Фінляндського. З 1918 по 1940 та в роки Другої світової війни між 1941 та 1944 роками у складі незалежної Фінляндії. Відтак — у складі Ленінградської області.

## Населення
| 2007 | 2010  | 2017  |
| ---- | ----- | ----- |
| 1580 | ↘1219 | ↗1433 |